# Hooper (Colorado)
Hooper es un pueblo ubicado en el condado de Alamosa en el estado estadounidense de Colorado. En el Censo de 2010 tenía una población de 103 habitantes y una densidad poblacional de 157,81 personas por km².

## Geografía
Hooper se encuentra ubicado en las coordenadas 37°44′46″N 105°52′40″O / 37.74611, -105.87778. Según la Oficina del Censo de los Estados Unidos, Hooper tiene una superficie total de 0.65 km², de la cual 0.65 km² corresponden a tierra firme y (0%) 0 km² es agua.

## Demografía
Según el censo de 2010, había 103 personas residiendo en Hooper. La densidad de población era de 157,81 hab./km². De los 103 habitantes, Hooper estaba compuesto por el 74.76% blancos, el 0% eran afroamericanos, el 5.83% eran amerindios, el 0% eran asiáticos, el 0% eran isleños del Pacífico, el 15.53% eran de otras razas y el 3.88% pertenecían a dos o más razas. Del total de la población el 30.1% eran hispanos o latinos de cualquier raza.